# 和秀雄
和 秀雄（にぎ ひでお、1939年 - ）は、日本の霊長類学者、大阪大学名誉教授。

## 人物・来歴
鹿児島県・奄美大島生まれ。鹿児島県立大島高等学校卒業。北海道大学獣医学部卒業。1978年「ニホンザルの排卵前後の卵巣の形態学的変化に関する研究」で獣医学博士の学位を取得。（財）日本モンキーセンター研究員、日本獣医畜産大学教授、1996年大阪大学人間科学部人間生態学教授、2002年定年退官、名誉教授、広島国際大学社会環境科学部教授。1985年『ゴンはオスでノンはメス』で毎日出版文化賞を受賞。

## 著書
- 『ニホンザル性の生理』 (自然誌選書) どうぶつ社, 1982.3 ISBN 978-4-88622-205-3
- 『ゴンはオスでノンはメス』 (自然誌選書) どうぶつ社, 1985.1 ISBN 4-88622-405-9
- 『どうぶつの妊娠・出産・子育て』編. メディカ出版, 1999.3 ISBN 4-89573-819-1
- 『オスとメスと男と女 サルとヒトの生と性』(寺子屋新書) 子どもの未来社, 2004.11 ISBN 978-4-901330-48-0

## 論文
- CiNii<和秀雄